# Yannick Geiger
Yannick Emilio Geiger, född 23 juni 2007 i Sverige, är en svensk fotbollsspelare som spelar för AIK i Allsvenskan.

## Klubblagskarriär

### Tidig karriär
Geiger började att spela fotboll för den lokala klubben Järna SK vid ung ålder. Han gick sedan år 2016 över till Södertäljeklubben Syrianska FC. Väl i Syrianska fick Geiger den före detta allsvenska spelaren Nahir Oyal som tränare. Oyal har berättat i en intervju att första gången han såg Geiger spela fotboll som nioåring fick han honom att "tappa hakan".
Som 12-åring tog Geiger sedan steget till Djurgårdens IF:s akademi. I den nya klubben kom han att växa fram till en stor talang och blev med tiden uttagen till det svenska P15-landslaget. Säsongen 2023 skedde nästa klubbyte när han lämnade Djurgården för att gå till ärkerivalen AIK:s akademi. Under tiden i AIK:s akademi representerade Geiger klubbens P16, P17 och P19-lag.

### AIK
Geiger gjorde sin debut för AIK den 29 juni 2025 när han från start spelade hela matchen mot IFK Göteborg som laget vann med 3–0 på Strawberry Arena. Efter matchen hyllades Geiger och hans lagkamrat Kevin Filling (även han gjorde sin debut denna match) av media, lagkamrater och supportrar.
Geiger skrev den 11 juli 2025 på sitt första A-lagskontrakt med AIK, ett avtal som sträckte sig fram till och med den 31 december 2029.

## Spelstil
Yannick Geiger är i grunden en central mittfältare med god dribbling- och playmakerförmåga. Trots detta klarar han även av defensiva roller i spelet. De första matcherna Geiger spelade för AIK:s A-lag huserade han som lagets höger- eller vänsterback i en fembackslinje.

## Statistik
| Klubb | Säsong                                                | Inhemsk liga      | Inhemsk liga | Inhemsk liga | Nat. täv. | Nat. täv. | Internat. täv. | Internat. täv. | Totalt | Totalt |
| Klubb | Säsong                                                | Serie             | SM           | Mål          | SM        | Mål       | SM             | Mål            | SM     | Mål    |
| ----- | ----------------------------------------------------- | ----------------- | ------------ | ------------ | --------- | --------- | -------------- | -------------- | ------ | ------ |
| AIK   | 2025                                                  | Allsvenskan       | 4            | 0            | 0         | 0         | 1              | 0              | 5      | 0      |
| AIK   | Totalt i klubblag                                     | Totalt i klubblag | 4            | 0            | 0         | 0         | 1              | 0              | 5      | 0      |
| AIK   | Antal matcher och mål är korrekt per den 29 juli 2025 |                   |              |              |           |           |                |                |        |        |